# Église Sainte-Élisabeth
De Église Sainte-Élisabeth (Sint-Elisabethskerk) is een rooms-katholieke kerk in de Franse hoofdstad Parijs, gesitueerd aan de Rue du Temple in het 3e arrondissement.

## Geschiedenis
De oorspronkelijke kerk, gewijd aan Elisabeth van Hongarije en Onze Lieve Vrouwe der Medelijden, werd gebouwd in de jaren 40 van de 17e eeuw. Hij bestond uit een schip met drie traveeën, een priesterkoor en een zijbeuk aan de noordzijde. Het gebouw eindigde bij de platte apsis. Daarachter is het klooster te vinden. De kerk - die opmerkelijk genoeg naar het westen is gericht - is waarschijnlijk gebouwd door Michel Villedo. Men vermoedt dat het oorspronkelijke ontwerp afkomstig was van Louis Noblet.
De kerk is tweemaal uitvoerig verbouwd. In 1829, tijdens de Restauratie, werd het priesterkoor afgebroken, een tweede zijbeuk aan de zuidzijde geplaatst, en achter het altaar een lange kapel gebouwd, gewijd aan de Maagd Maria. Deze werd in 1858 alweer weggehaald, om de Rue Turbigo door te kunnen trekken. De architect Godde ontwierp een extra travee, waar het huidige halfronde koor aan is bevestigd.

### Heden
Van 10 november tot 18 november 2007, werd in het gebouw de 800e geboortedag van Elisabeth gevierd, met onder andere een pauselijke mis opgedragen door kardinaal Jean-Louis Tauran, de verering van de mantel van de heilige Franciscus, een processie naar de Notre-Dame van Parijs met de relikwie van het hart van de heilige Elisabeth en een pauselijke mis in de kathedraal, geleid door kardinaal André Vingt-Trois. Tevens werd er een historisch symposium gehouden op het gemeentehuis van het 3e arrondissement.

## Architectuur

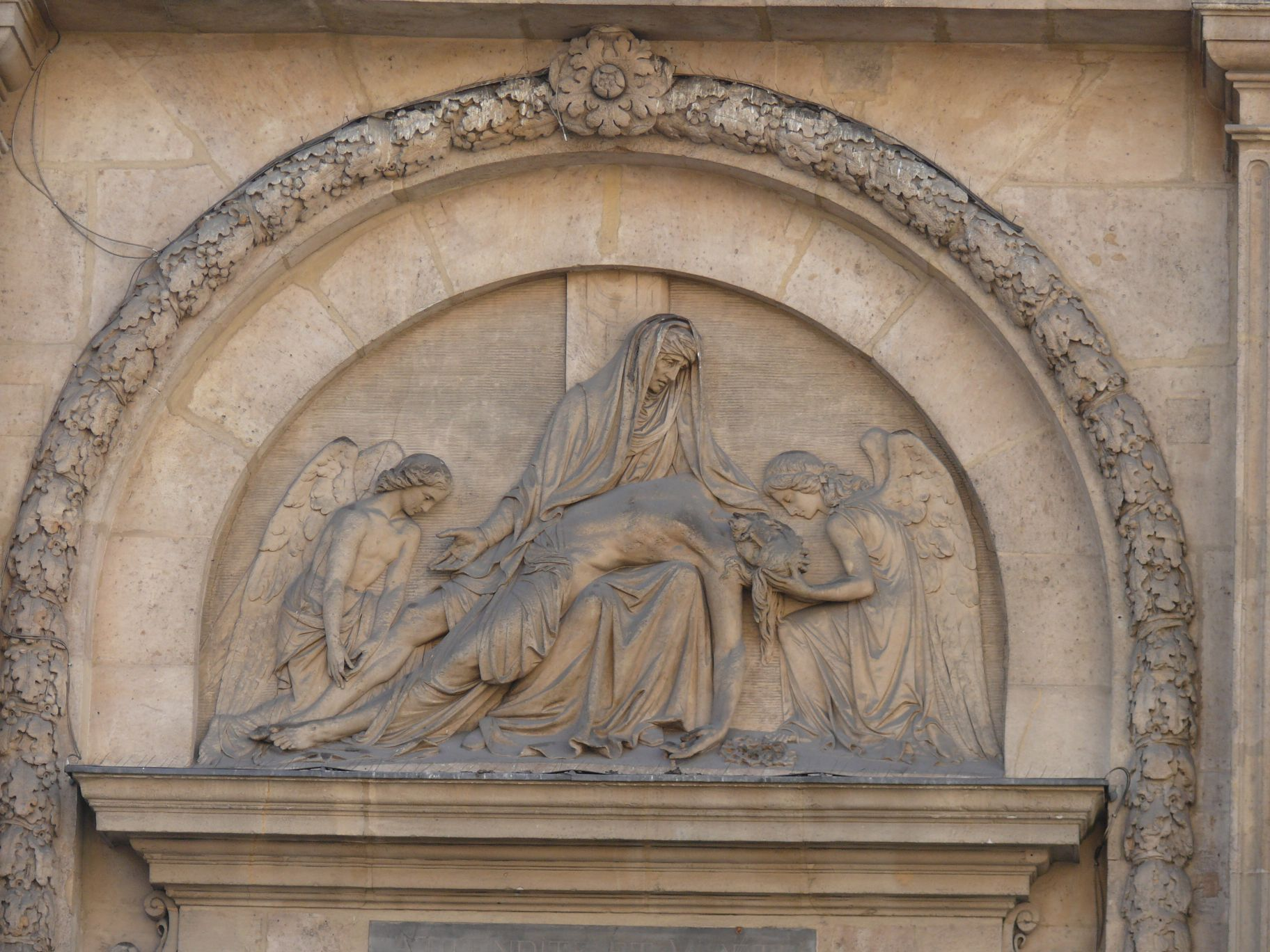
Tympaan met piëta

De kerk wordt vooral gekenmerkt door de façade. Het is een klassieke voorkant, waarvan de twee etages zijn verfraaid met geribde Dorische en Ionische zuilen. Deze omlijsten de ramen op de rechthoekige geveldriehoek en de gewelfde nissen met standbeelden uit het Tweede Franse Keizerrijk. Deze standbeelden stellen de heilige Elisabeth en Eugénie, echtgenote van Napoléon III, voor, en zijn geplaatst naast een piëta die het timpaan siert.
De bovenste etage van de façade wordt geflankeerd door sobere zwaarden die vuurpotten doven. Daarboven staat een ronde fronton. De bel wordt - ongewoon in Parijs - driemaal per dag geluid voor het Angelus.